# Ana Baird
Ana Magdalena de Oliveira Baird (Rio de Janeiro, 11 de abril de 1970), mais conhecida apenas como Ana Baird, é uma atriz e cantora brasileira. Conhecida por suas atuações na série Chapa Quente e na novela Um Lugar ao Sol, ela é filha do ator Antônio Pedro e irmã da também atriz Alice Borges.

## Biografia
Filha do ator Antônio Pedro e da cantora Margot Baird, Ana nasceu em 11 de abril de 1970 na cidade do Rio de Janeiro. Ela é irmã da também atriz Alice Borges, filha de seu pai.

## Carreira
Começou sua carreira ainda criança participando da novela Final Feliz (1982), aos 12 anos de idade. Em seguida esteve no elenco da novela O Sexo dos Anjos, escrita por Ivani Ribeiro em 1989. Dedicou-se por anos aos palcos de teatro, somando mais de 30 trabalhos, com destaque para espetáculos infantis e musicais.
Esteve no elenco de diversos espetáculos consagrados, como a adaptação brasileira de Hair, Missa dos Quilombos, Cabaret Filosófico e Tempo dos Fantasmas, trabalho o qual lhe rendeu o Prêmio Coca-Cola de melhor atriz de teatro. Após anos dedicados a atuação, a atriz resolveu dar uma pausa para se dedicar à carreira musical.
Em 2015 voltou a ter destaque na televisão na série Chapa Quente, produzida pela TV Globo, onde ela interpretou Creusa. Em 2021, ela voltou a participar de novelas, após mais de trinta anos afastada do gênero, em Um Lugar ao Sol. Escrita por Lícia Manzo, o convite para participar da trama veio através do diretor Maurício Farias. Ela interpreta a personagem Nicole, a qual aborda debates sobre gordofobia e autoaceitação.

## Filmografia

### Televisão
| Ano     | Título                 | Personagem                                                | Notas                                             |
| ------- | ---------------------- | --------------------------------------------------------- | ------------------------------------------------- |
| 1982    | Final Feliz            | Patrícia (Patty)                                          |                                                   |
| 1989    | O Sexo dos Anjos       | Marilu                                                    |                                                   |
| 1990    | Delegacia de Mulheres  | Ângela                                                    | Episódio: "Formicida & Guaraná"                   |
| 1990    | Delegacia de Mulheres  | Ângela                                                    | Episódio: "Nossa Senhora dos Oprimidos"           |
| 1994    | Quatro por Quatro      | Ficante de Ralado                                         | Participação especial                             |
| 1999    | Malhação               | Estelinha                                                 | Participação especial                             |
| 2005    | Sob Nova Direção       | Carol                                                     | Episódio: "Barriguda de Aluguel"                  |
| 2006    | Páginas da Vida        | Uma das pessoas que ajudam Alex depois dele ser assaltado | Capítulo 66                                       |
| 2007    | A Grande Família       | Funcionária do hospital                                   | Episódio: "O Novo Silva"                          |
| 2008    | Casos e Acasos         | Filha de Aristides                                        | Episódio: "O Concurso, o Vestido e a Paternidade" |
| 2008    | Guerra e Paz           | Ana                                                       | Episódio: "Ontem e Hoje"                          |
| 2010    | S.O.S. Emergência      |                                                           | Episódio: "Sim Senhor, Sim Senhora"               |
| 2010    | Ti Ti Ti               | Presa                                                     | Episódio: "2 de agosto"                           |
| 2010    | Bicicleta e Melancia   | Martha                                                    |                                                   |
| 2011    | Os Caras de Pau        | Vários personagens                                        |                                                   |
| 2014    | Os Homens São de Marte | Vânia                                                     | Episódio: "O Primeiro Beijo"                      |
| 2015–16 | Chapa Quente           | Creuza                                                    |                                                   |
| 2015    | Tomara que Caia        | Marlene                                                   | Episódio: "Esse Samba É o Bicho!"                 |
| 2021    | Um Lugar ao Sol        | Nicole Assunção                                           |                                                   |

### Cinema
| Ano  | Título                       | Personagem | Notas          |
| ---- | ---------------------------- | ---------- | -------------- |
| 1992 | Os Moradores da Rua Humboldt | —          | Curta-metragem |
| 2003 | Os Normais - O Filme         | Ângela     |                |
| 2005 | Mais Uma Vez Amor            | Su         |                |
| 2010 | Como Esquecer                | Joana      |                |

## Teatro
- 1986: Passa, passa, passará
- 1988: Encontrarse
- 1990: A Princesa de Elida
- 1995: Confissões de Adolescente
- 1998: O Teatro dos Fantasmas
- 2008: Os Estonianos
- 2010/11: Velha é a Mãe
- 2012: Obsessão
- 2006/07: O Pequeno Príncipe
- 2015: O Grande Circo Místico
- 2021: Baird a Dois
- 2022: O Espectador - Advogado/Juíz/Testemunha[9]

## Prêmios e indicações
| Ano  | Associações                         | Categoria                     | Nomeações              | Resultado | Ref.   |
| ---- | ----------------------------------- | ----------------------------- | ---------------------- | --------- | ------ |
| 1986 | Prêmio Mambembe                     | Melhor Atriz Coadjuvante      | Passa, Passa, Passará  | Indicada  | [ 10 ] |
| 1990 | Prêmio Coca-Cola de Teatro Infantil | Melhor Atriz                  | A Princesa de Elida    | Indicada  | [ 10 ] |
| 1998 | Prêmio Coca-Cola de Teatro Infantil | Melhor Atriz                  | O Teatro dos Fantasmas | Venceu    | [ 10 ] |
| 1998 | Prêmio Mambembe                     | Melhor Atriz em Peça Infantil | Teatro dos Fantoches   | Indicado  |        |
| 2007 | Prêmio Coca-Cola de Teatro Infantil | Melhor Atriz                  | O Pequeno Príncipe     | Indicada  | [ 10 ] |
| 2013 | Prêmio APTR de Teatro               | Melhor Atriz Coadjuvante      | Obsessão               | Indicada  | [ 10 ] |